# Championnat du Paraguay de football 1954
Navigation
Édition précédente Édition suivante
La 44e édition du championnat du Paraguay de football est remportée par le Club Cerro Porteño. C’est le onzième titre de champion du club. Cerro Porteño l’emporte avec trois points d’avance sur Club Libertad et quatre points d'avance sur Club Olimpia. 
Máximo Rolóna est le meilleur buteur du championnat avec 24 buts.

## Les clubs de l'édition 1954
| \| Asuncion: · Olimpia · Nacional · Sol de América · Guaraní · Cerro Porteño · River Plate · Atlántida Sport Club Asuncion Club Presidente Hayes Club Sportivo Luqueño Sportivo San Lorenzo \| Localisation des clubs engagés dans le championnat. |
| Asuncion: · Olimpia · Nacional · Sol de América · Guaraní · Cerro Porteño · River Plate · Atlántida Sport Club Asuncion Club Presidente Hayes Club Sportivo Luqueño Sportivo San Lorenzo                                                           |

| Club                  | Stade | Capacité | Ville       |
| --------------------- | ----- | -------- | ----------- |
| Club Cerro Porteño    | -     | -        | Asuncion    |
| Club Guaraní          | -     | -        | Asuncion    |
| Club Libertad         | -     | -        | Asuncion    |
| Club Nacional         | -     | -        | Asuncion    |
| Club Olimpia          | -     | -        | Asuncion    |
| Club Presidente Hayes | -     | -        | Tacumbu     |
| Club River Plate      | -     | -        | Asuncion    |
| Club Sol de América   | -     | -        | Asuncion    |
| Sportivo Luqueño      | -     | -        | Luque       |
| Sportivo San Lorenzo  | -     | -        | San Lorenzo |
| Atlántida Sport Club  | -     | -        | Asuncion    |

## Compétition

### Classement
| Rang | Équipe                   | Pts | J  | G | N | P | Bp | Bc | Diff |
| ---- | ------------------------ | --- | -- | - | - | - | -- | -- | ---- |
| 1    | Club Cerro Porteño       | 32  | 20 | ? | ? | ? | 0  | 0  | 0    |
| 2    | Club Libertad            | 29  | 20 | ? | ? | ? | 0  | 0  | 0    |
| 2    | Club Olimpia             | 28  | 20 | ? | ? | ? | 0  | 0  | 0    |
| 4    | Club Sol de América      | 24  | 20 | ? | ? | ? | 0  | 0  | 0    |
| 5    | Club Presidente Hayes    | 22  | 20 | ? | ? | ? | 0  | 0  | 0    |
| 5    | Sportivo Luqueño (T)     | 19  | 20 | ? | ? | ? | 0  | 0  | 0    |
| 5    | Club Nacional            | 19  | 20 | ? | ? | ? | 0  | 0  | 0    |
| 8    | Club Guaraní             | 15  | 20 | ? | ? | ? | 0  | 0  | 0    |
| 8    | Sportivo San Lorenzo (P) | 15  | 20 | ? | ? | ? | 0  | 0  | 0    |
| 10   | Club River Plate         | 13  | 20 | ? | ? | ? | 0  | 0  | 0    |
| 11   | Atlántida Sport Club     | 7   | 20 | ? | ? | ? | 0  | 0  | 0    |

| Légende : Qualifications et relégations | Légende : Qualifications et relégations |
| --------------------------------------- | --------------------------------------- |
|                                         | Champion du Paraguay                    |
|                                         | Relégation en deuxième division         |
|                                         | (T) : Tenant du titre (P) : Promus      |

## Bilan de la saison
| Championnat du Paraguay de football 1954                             |                                |
| Champion                                                             | Club Cerro Porteño (11e titre) |
| Promotions et relégations                                            |                                |
| Promus en Primera División                                           |                                |
| Relégués en Championnat du Paraguay de football de deuxième division | Club River Plate               |
| Relégués en Championnat du Paraguay de football de deuxième division | Atlántida Sport Club           |

## Statistiques

### Meilleur buteur
- Máximo Rolóna (Club Libertad) 24 buts